# Unguiculella nectriiphila
Unguiculella nectriiphila är en svampart som tillhör divisionen sporsäcksvampar, och som beskrevs av Svr?ek. Unguiculella nectriiphila ingår i släktet Unguiculella, och familjen Hyaloscyphaceae. Arten är reproducerande i Sverige.